# Nagorskoje (obwód wołogodzki)
Nagorskoje (ros. Нагорское) – wieś w Rosji, w rejonie wołogodzkim obwodu wołogodzkiego. W 2010 r. liczyła 11 mieszkańców.